# Photinia beckii
Photinia beckii är en rosväxtart som beskrevs av Camillo Karl Schneider. Photinia beckii ingår i släktet Photinia och familjen rosväxter. Inga underarter finns listade i Catalogue of Life.